# Carlos Muñoz (automobilista)
Carlos Andrés Muñoz (Bogotá, 2 de fevereiro de 1992) é um piloto colombiano de automobilismo. Disputa atualmente a IndyCar pela equipe Andretti Autosport.
Iniciou sua carreira pilotando karts em 2002, aos dez anos de idade. Aos 15, profissionalizou-se no automobilismo disputando a Fórmula TR 1600 Pro Series em 2007. Pilotou ainda na Fórmula Renault (séries 2.0 Italiana, Eurocup e 2.0 WEC), na Fórmula 3 Open Europeia e na Fórmula 3 Euro Series. Ganhou destaque em 2012 após disputar a temporada da Indy Lights, onde, embora tivesse conquistado cinco pódios (dois segundos lugares, um terceiro e duas vitórias), terminou o campeonato em quinto lugar.

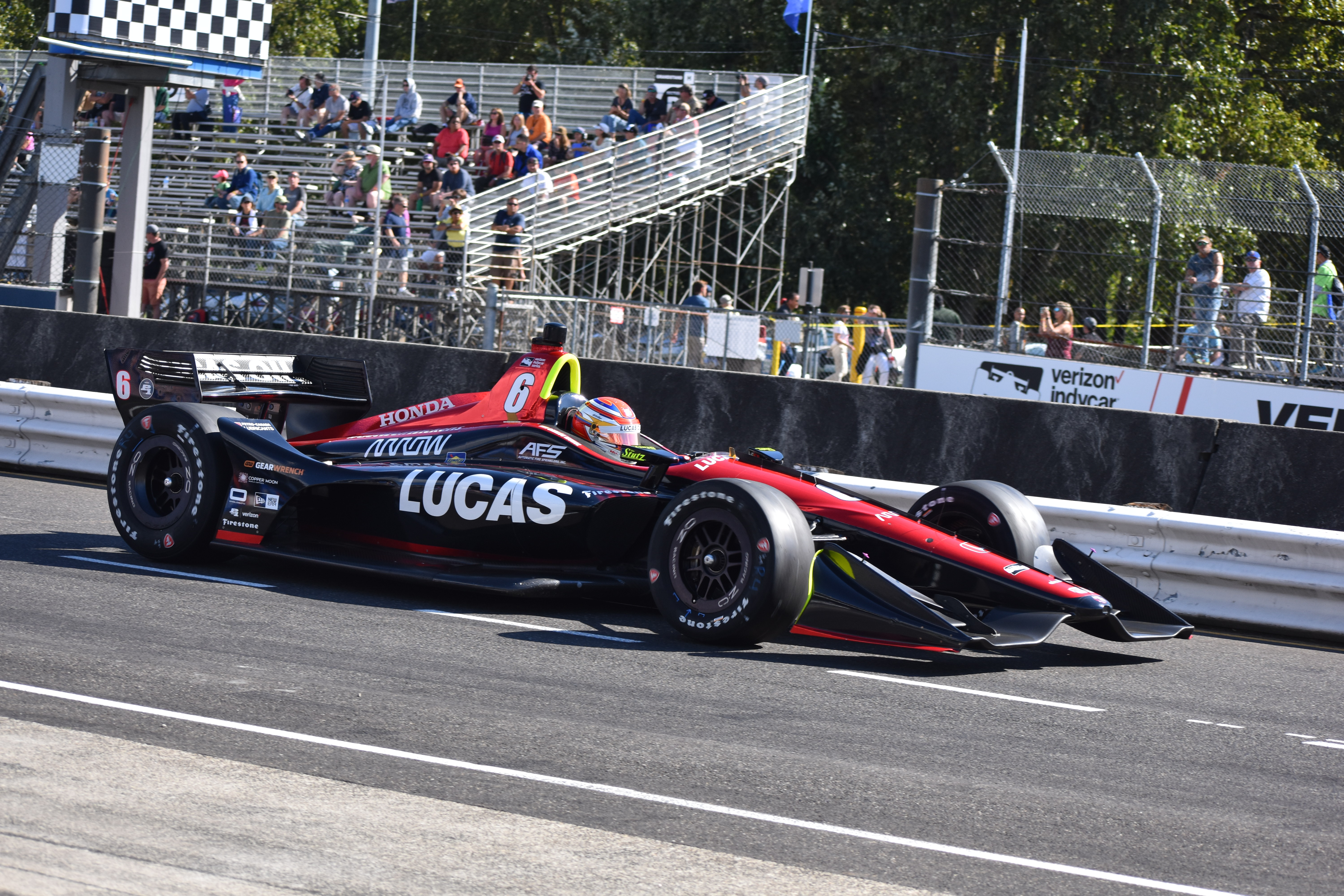
Muñoz na IndyCar Series em 2018.

Em 2013, Muñoz inscreveu-se para a disputa das 500 Milhas de Indianápolis pela equipe Andretti Autosport, e se destacou liderando dois treinos, sendo o único piloto presente na pista a obter tal marca. No "Pole-Day", o colombiano repetiu o bom desempenho e conquistou a segunda colocação, atrás somente do norte-americano Ed Carpenter, o pole-position. Sobre a corrida, Muñoz disse que seria "incrível" repetir a façanha de seu compatriota Juan Pablo Montoya, vencedor da Indy 500 em 2000.
Na prova, o colombiano terminou na mesma posição em que largou, ficando atrás do vencedor, o brasileiro Tony Kanaan. Ainda participou da etapa 2 de Toronto pela Panther, substituindo o lesionado Ryan Briscoe, e do GP de Fontana, pela Andretti, mas não repetiu o desempenho de Indianápolis.
Em 2014, Muñoz realizou sua primeira temporada completa na Indy, ficando 6 vezes entre os 10 primeiros colocados e obteve 3 pódios (Long Beach, Houston e Pocono), terminando o campeonato em oitavo lugar, com 483 pontos.

## Links
- «Sítio oficial»
- Perfil de Carlos Muñoz no site Driverdb.com (em inglês)
- Carlos Muñoz no X